# Đèo Rù Rì
Đèo Rù Rì là một đèo trên Quốc lộ 1C (đoạn đường cái quan, đường quốc lộ 1 cũ), nằm tại ranh giới hai phường Vĩnh Hải và Vĩnh Hòa với xã Vĩnh Lương, tỉnh Khánh Hoà. Đèo chỉ dài khoảng 2 km nhưng đường dốc, chật hẹp, nhiều khúc cua gấp nên tại đây đã xảy ra nhiều vụ tai nạn chết người.
Ngày 18 tháng 9 năm 2009, tỉnh Khánh Hòa triển khai xây dựng Quốc lộ 1C đoạn cải tuyến đèo Rù Rì với chiều dài 2,8 km (bao gồm làm mới đoạn tránh đèo Rù Rì và mở rộng đoạn đường có sẵn) với tổng mức đầu tư trên 94 tỷ đồng. Sau khi tuyến đường mới được đưa vào sử dụng vào năm 2013, đoạn Quốc lộ 1C cũ qua đèo Rù Rì đã được đóng lại.